# Tu viện Ląd

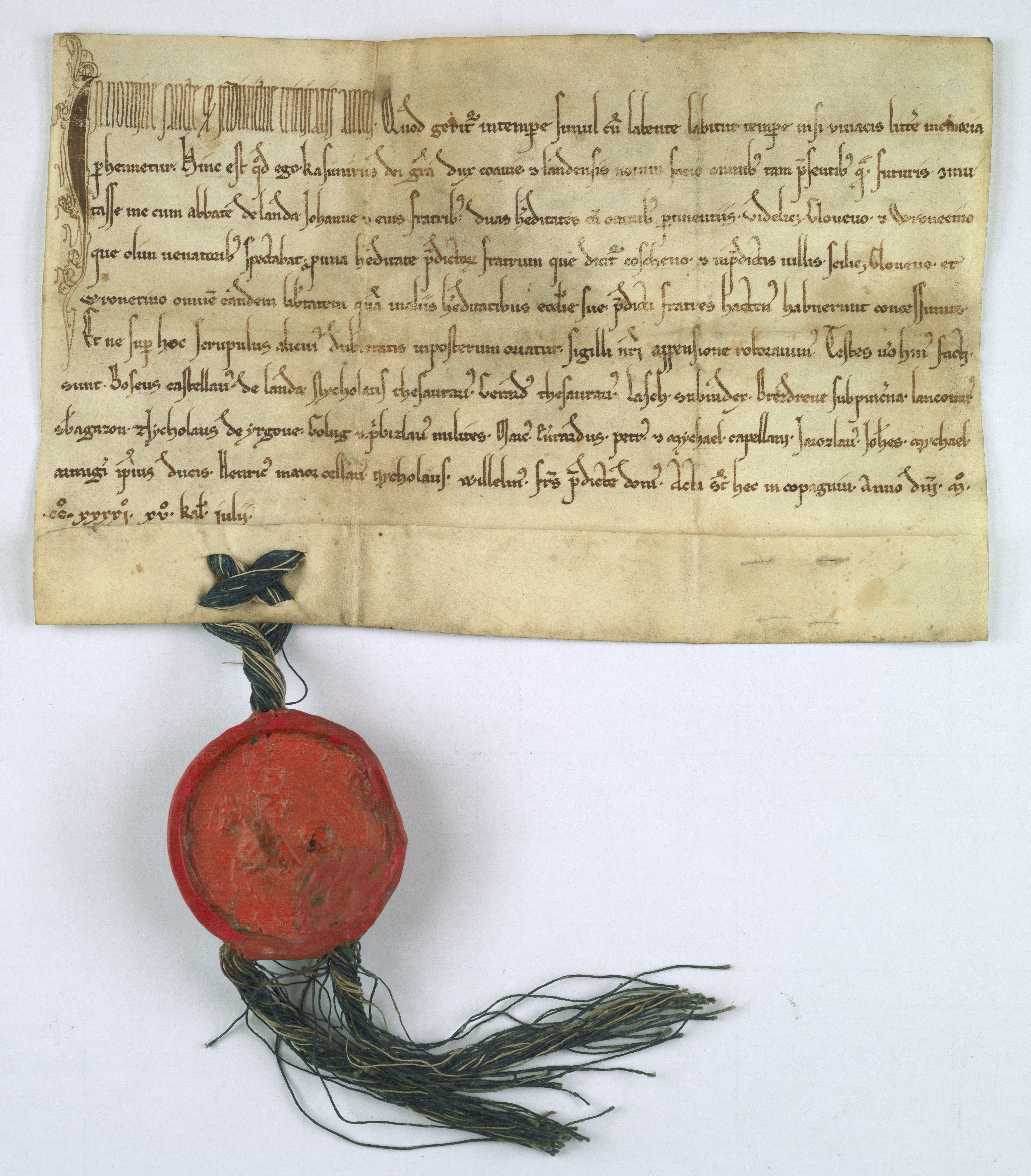
Hiến chương ngày 17 tháng 6 năm 1241, trong đó Hoàng tử Casimir I xứ Kuyavia trao cho tu viện trưởng Jan và tu viện dòng Xitô ở làng Ląd các làng thuộc Głowiew i Wrąbczyn, đồng thời xác nhận quyền miễn trừ của cả hai làng như các ngôi làng khác thuộc tu viện

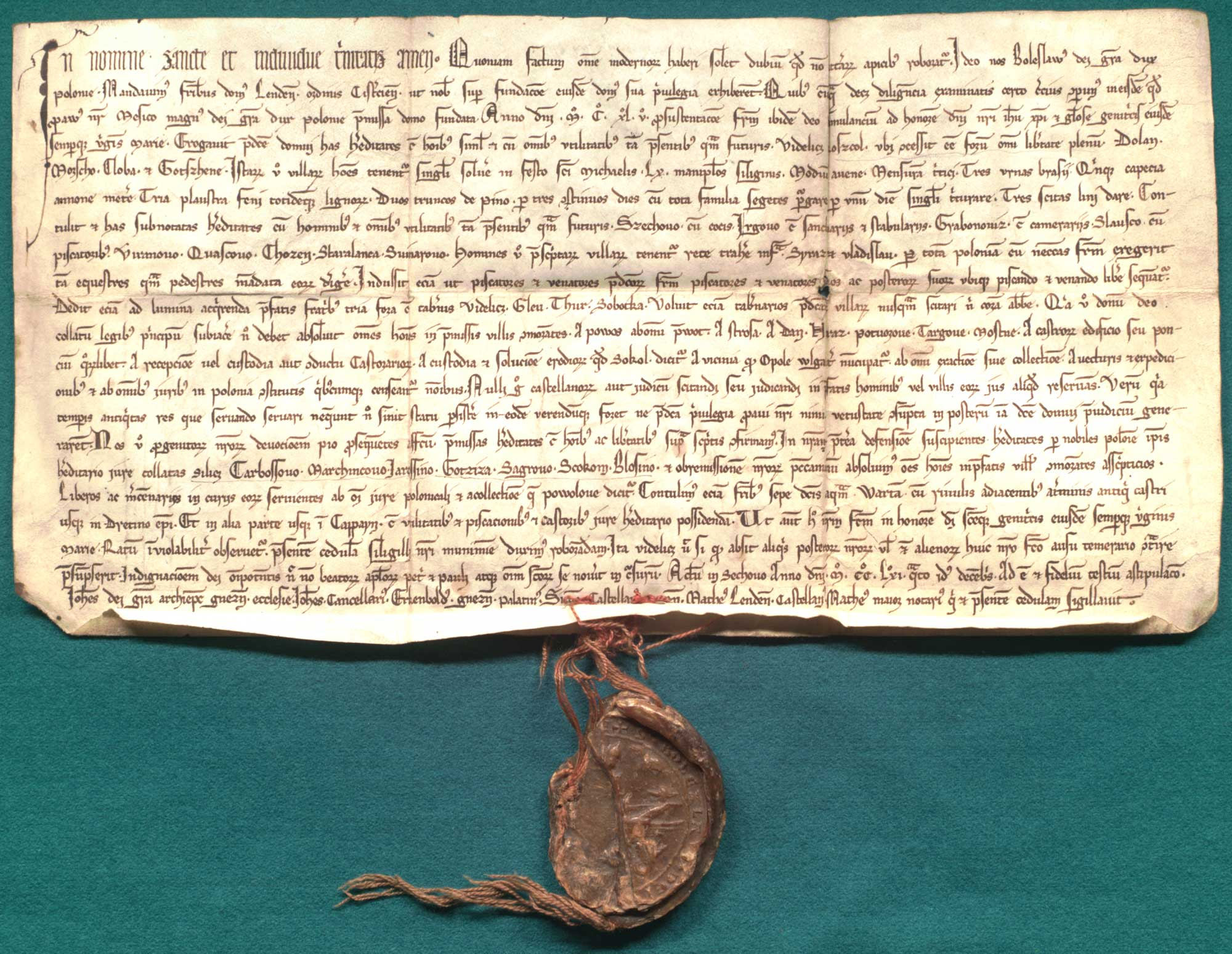
Hiến chương ngày 10 tháng 12 năm 1261, trong đó vua Bolesław V Liêm chính của Ba Lan xác nhận đặc quyền của tu viện đã được vua Mieszko III của Ba Lan trao cho từ trước đó vào năm 1145

Tu viện Ląd trước đây từng là một tu viện dòng Xitô ở làng Ląd, Ba Lan. Tu viện hiện có thêm một chủng viện, tiếng Ba Lan là Wyższe Seminarium Duchowne Towarzystwa Salezjańskiego, do Dòng Salêdiêng Don Bosco điều hành. Ngày 1 tháng 7 năm 2009, tu viện Ląd đã chính thức được công nhận là Di tích Lịch sử của Ba Lan.

## Lịch sử

### Dòng Xitô
Tu viện dòng Xitô ở Ląd được thành lập vào khoảng năm 1145 và là một trong bảy chi nhánh của tu viện Altenberg gần thành phố Köln. Theo đó, từ thế kỷ 15, các tu sĩ được tuyển chọn vào tu viện đến từ Rheinland.
Khoảng năm 1300, tu viện được quyền sở hữu 30 ngôi làng. Năm 1331, tu viện bị Dòng Huynh đệ Nhà Teuton Thánh Mẫu cướp phá, có lẽ là để trả đũa cho việc tu viện từng ủng hộ Ba Lan trong cuộc xung đột giữa Dòng Xitô và Dòng Huynh đệ Teuton. Trong suốt thế kỷ 14 và thế kỷ 15, tu viện đã không ngừng lớn mạnh và đến năm 1500, tu viện còn toàn quyền sở hữu 52 ngôi làng và 3 thị trấn, trong đó có cả thị trấn Zagórów.
Năm 1511, một phán quyết của Hạ viện (Sejm) đã cho phép các tu sĩ của Ba Lan được vào tu viện. Đến năm 1538, luật lệ đặt ra là người được làm tu viện trưởng phải có xuất thân từ một gia đình quý tộc Ba Lan. Sau khi tu sĩ người Ba Lan, Jan Wysocki, được chọn làm tu viện trưởng, các tu sĩ người Đức đã rời đi và đến tu viện Henryków ở Silesia.
Năm 1651, tu viện trưởng Jan Zapolski đã khởi xướng việc xây dựng lại nhà thờ theo phong cách Baroque và lối kiến trúc này vẫn còn tồn tại trong tu viện đến tận ngày nay. Từ năm 1697 đến năm 1750, tu viện ngày càng được phát triển dưới sự quản lý của Antoni Mikołaj Łukomski, một triết gia và là người bảo trợ cho nghệ thuật và giáo dục. Tuy nhiên, tu viện bắt đầu suy tàn vào đầu thế kỷ 18, đến mức nhiều tài sản phải đem đi bán tháo. Đỉnh điểm là vào năm 1796, gần như toàn bộ đất đai của tu viện bị đem sung công để trả một loại phí hàng năm cho chính phủ phân vùng của Phổ. Đường biên giới thay đổi một lần nữa, lại khiến làng Ląd thuộc sự phân vùng của Nga và thế là tu viện bị giải thể vào năm 1819. Các tu sĩ cuối cùng đã ở lại tu viện cho đến năm 1848.

### Dòng Salêdiêng Don Bosco
Kể từ năm 1921, tu viện Ląd được điều hành bởi Dòng Thánh Phanxicô Đệ Salê và có một chủng viện trong đó. Trong chiến tranh Thế giới thứ Hai, những tu sĩ Dòng Salêdiêng buộc phải sơ tán khỏi tu viện vì Ba Lan bị chiếm đóng, còn nhà thờ thì bị đóng cửa. Từ năm 1939 đến năm 1941, tu viện được dùng làm nhà tù trung chuyển cho các linh mục, chủ yếu từ Giáo phận Włocławek. Sau khi nhà tù đóng cửa, tu viện lại được chuyển thành trại cho Đoàn Thanh niên Hitler.
Năm 1972, tu viện đã được đại trùng tu và tái thiết trở lại. Năm 2009, tu viện Ląd chính thức được xếp vào Danh sách Di tích Lịch sử của Ba Lan.

## Bộ sưu tập

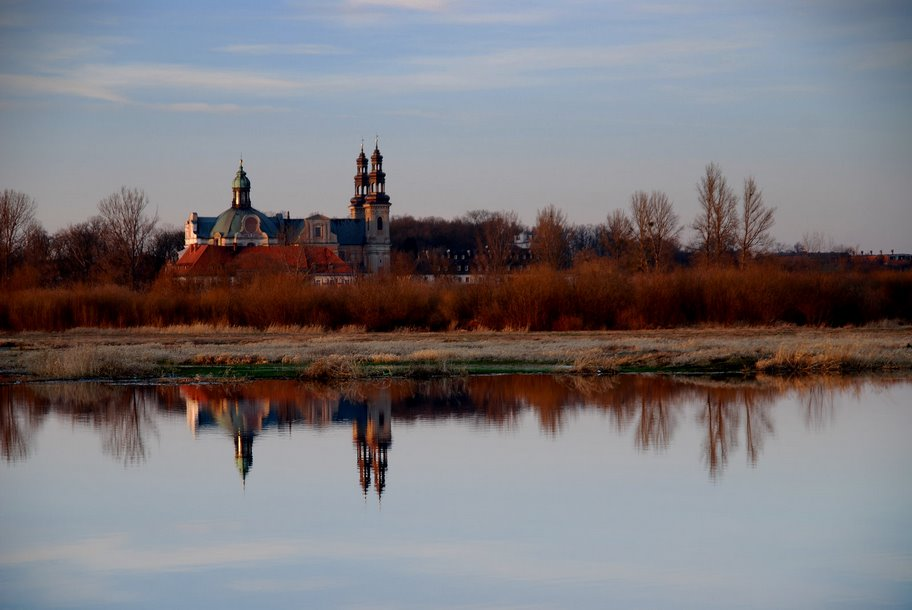
Tu viện nhìn từ phía sông Warta
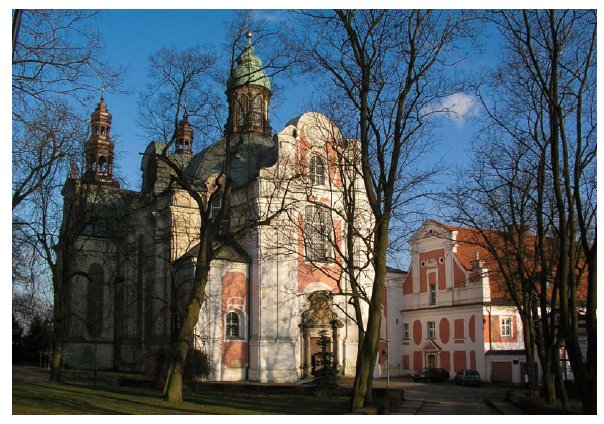
Tu viện nhìn từ phía tây
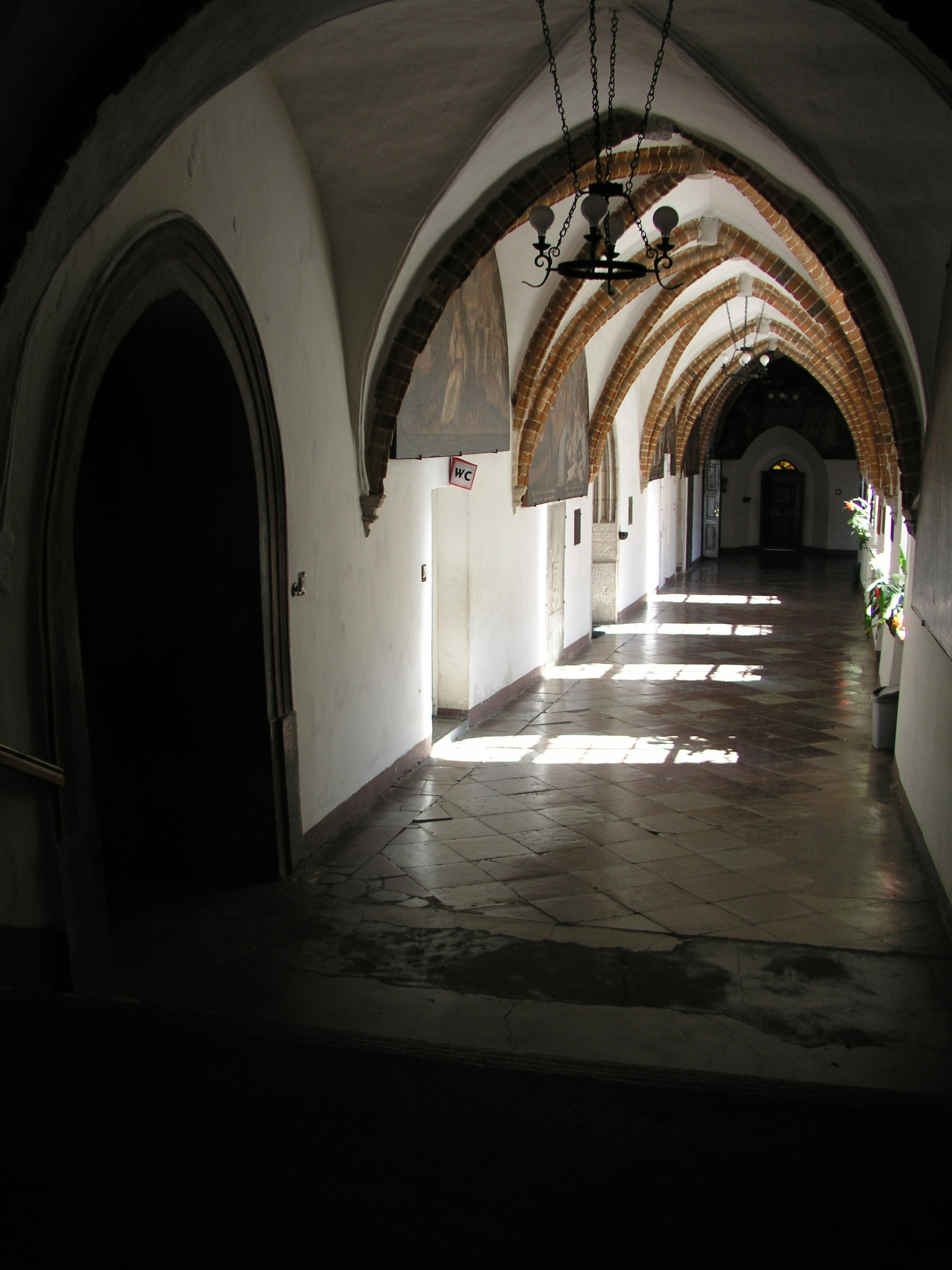
Hành lang phía đông
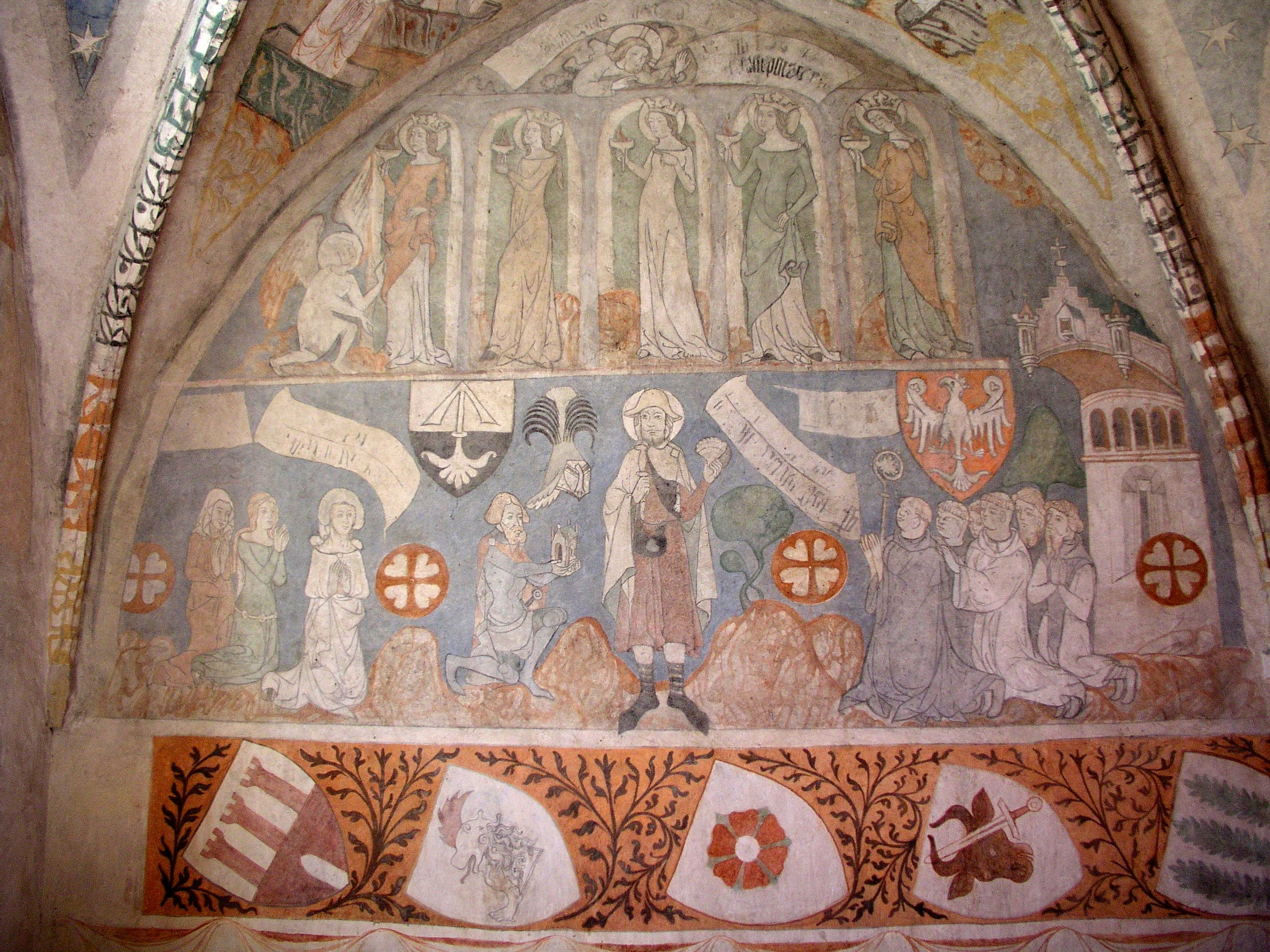
Bích họa Thánh Giacôbê Tông Đồ
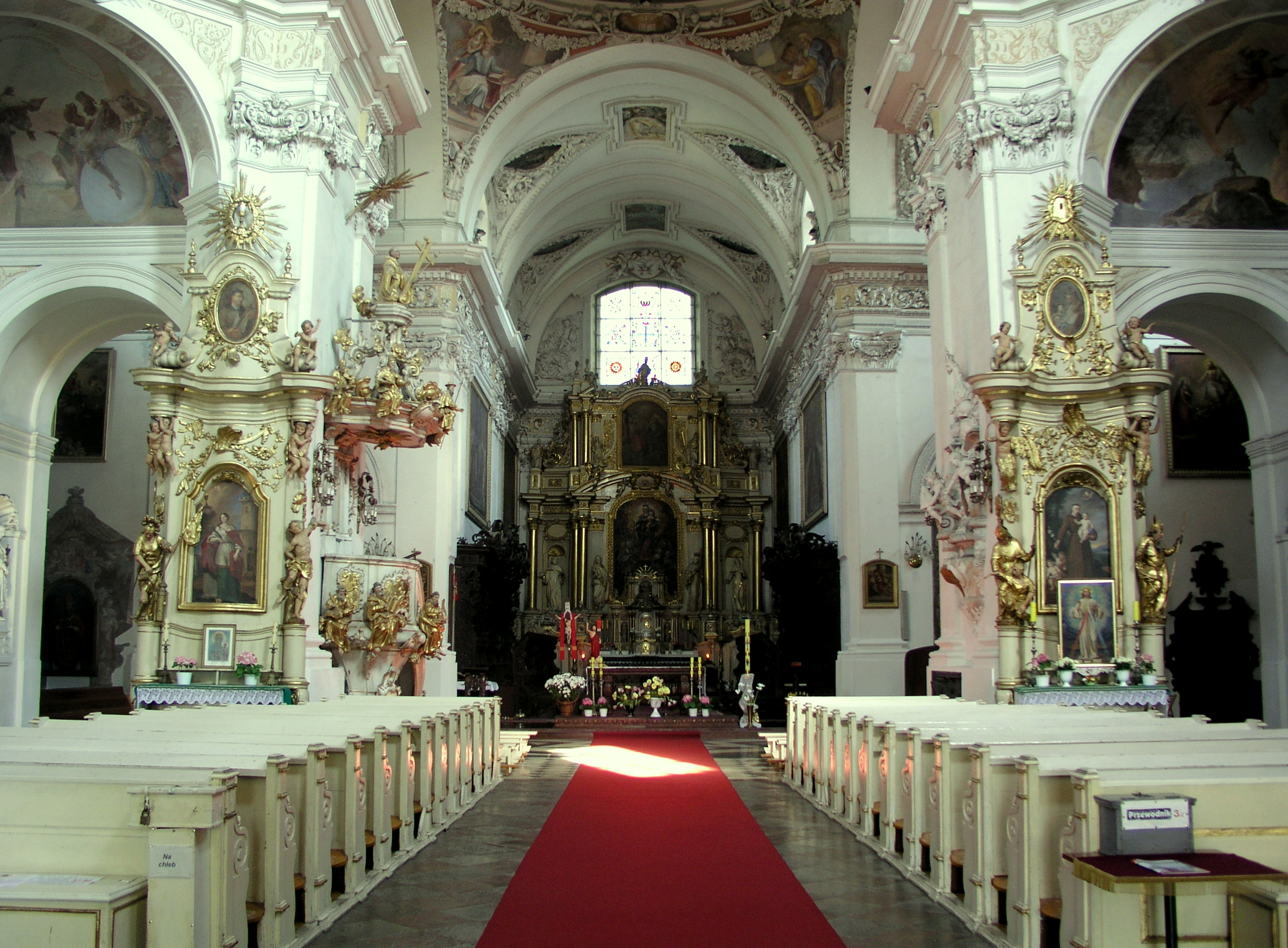
Phía bên trong nhà thờ Đức Mẹ Đồng Trinh và Thánh Nicôlaô
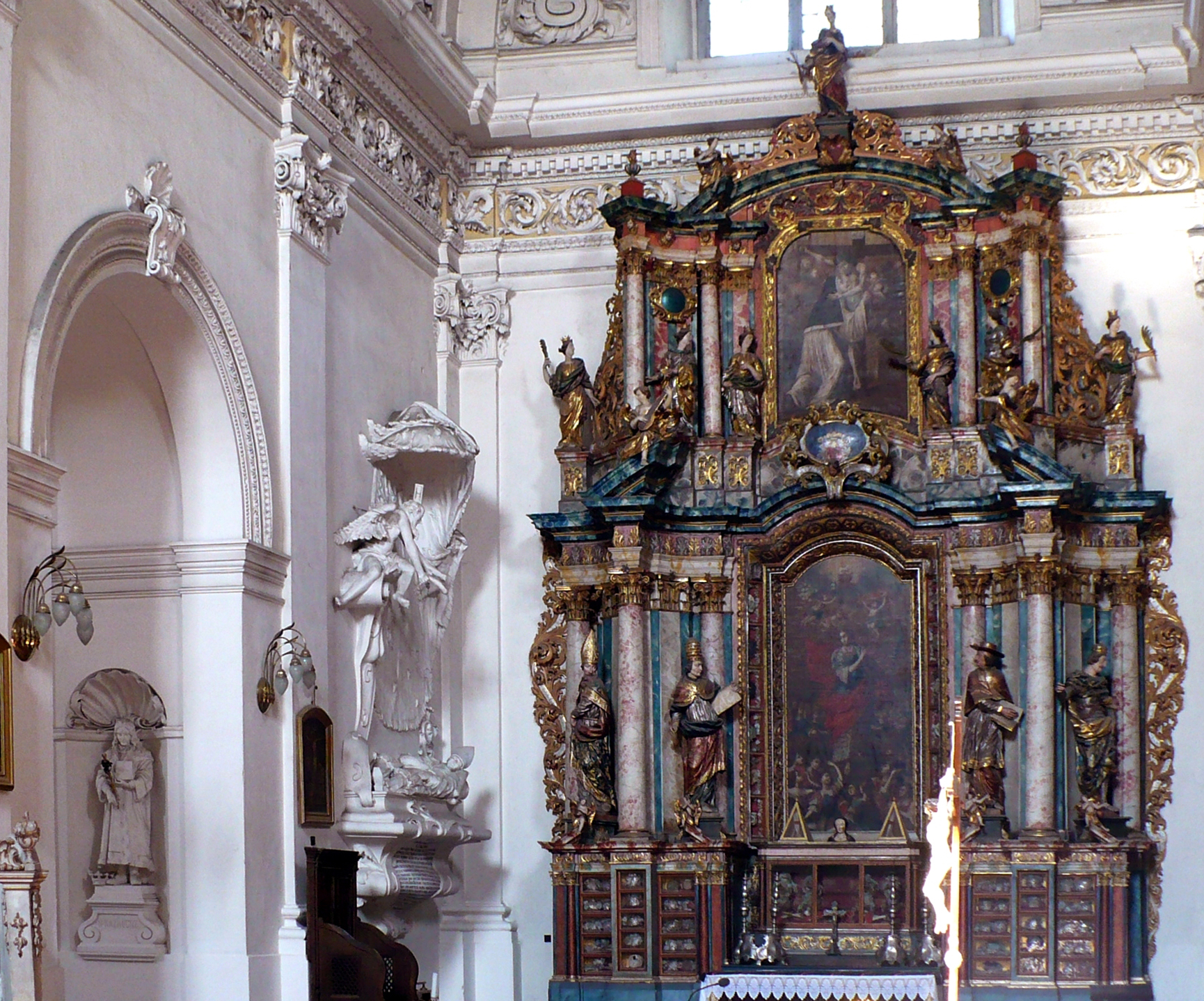
Di tích bàn thờ Thánh Ursula và văn bia của tu viện trưởng Mikołaj Antoni Łukomski
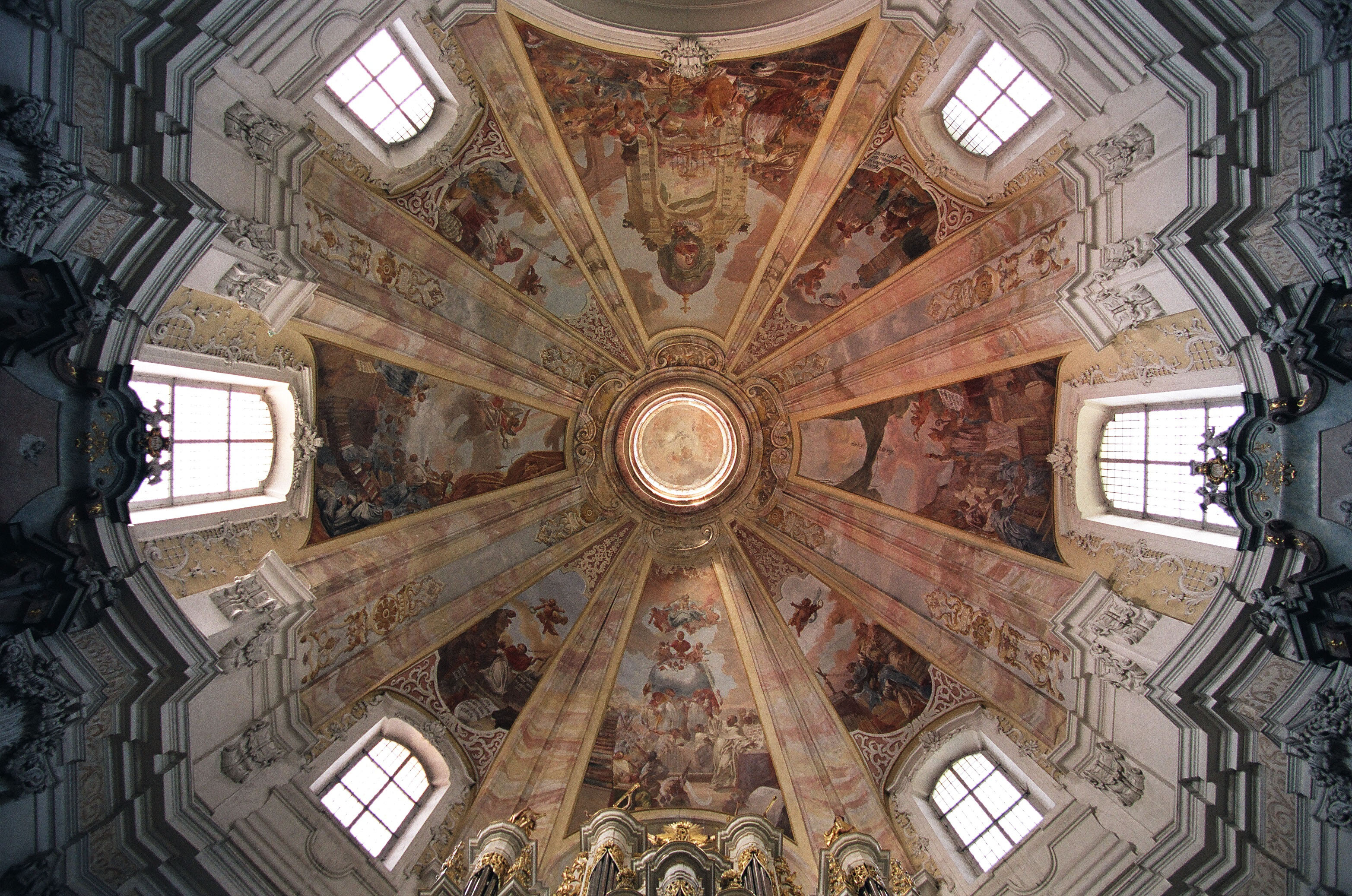
Mái vòm của Pompeo Ferrari và bích họa của Jerzy Wilhelm Neunhertz
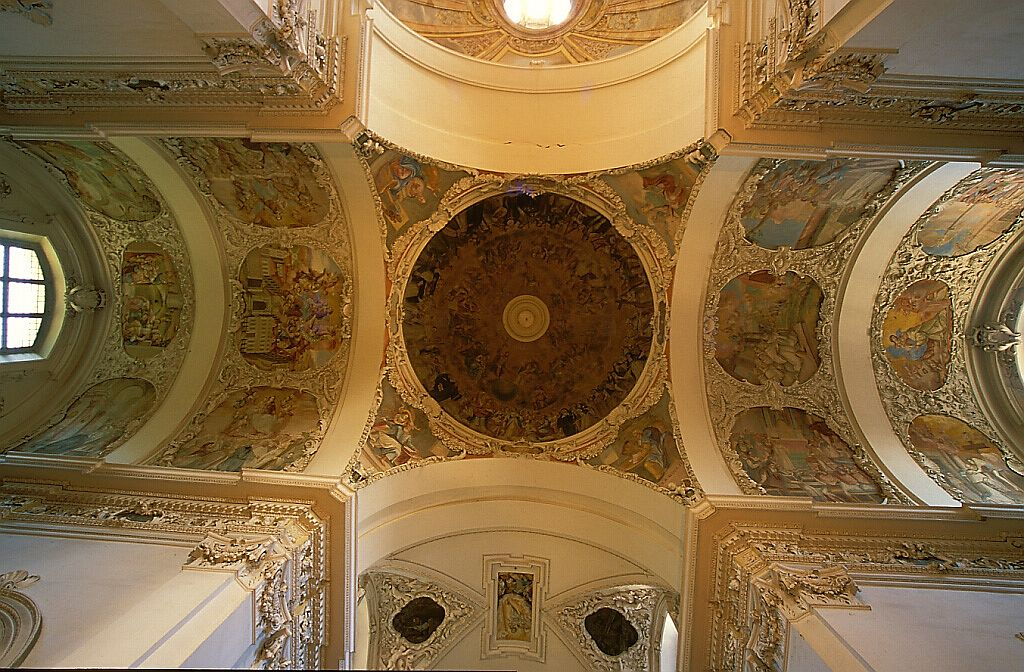
Trần nhà của chính điện và cánh ngang